# Buk nad fořtovnou
Buk nad fořtovnou je památný strom u vsi Suchý Kámen, jihozápadně od Nýrska. Zdravý buk lesní (Fagus sylvatica) roste pod cestou na Starou Lhotu. Obvod jeho kmene měří 268 cm a koruna stromu dosahuje do výšky 30 m (měření 2003). Buk je chráněn od roku 1995 pro svůj vzrůst.

## Stromy v okolí
- Buk pod penzionem
- Hraniční buk
- Buk na Suchém Kameni
- Smrk na Suchém Kameni